# Arghillà
Arghillà è un quartiere di Reggio Calabria facente parte della VIII circoscrizione.

## Geografia
È situato su un altopiano a 160 m s.l.m. all'estremità nord di Reggio Calabria confina a est con Villa San Giuseppe, a nord con Salìce, a ovest con Catona, a sud con Gallico. È percorso dal torrente Vallelunga. Il terreno è argilloso e prevalentemente pianeggiante.

### Toponimo
Riguardo l'etimologia del nome "Arghillà" esistono due diverse interpretazioni: 
1. la prima che ipotizza la derivazione del nome dal termine greco αιγὸς-aigòs (capra), significherebbe quindi “posto frequentato dalle capre – impervio);
2. l'altra farebbe risalire il nome al termine greco αργαλὲος-argalèos (difficile, faticoso), quindi "luogo faticoso da raggiungere", ed in realtà, in passato, l'accesso sia da Catona che da Salìce era molto difficoltoso.

All'estremità est di Arghillà si trova una zona chiamata la Rùula (da rùgola – quercia) dove in epoca romana sorgeva un castrum.
All'estremità sud di Arghillà si trova un parco ludico-tecnologico-ambientale chiamato Ecolandia (ex forte Gullì). (in foto)

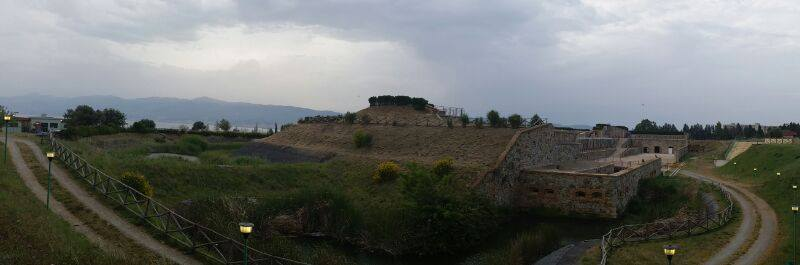
Vista del parco Ecolandia

## Storia
Fino agli anni ottanta del secolo scorso era una zona esclusivamente agricola dove sorgevano vigneti antichissimi, soleggiati dall'alba al tramonto e favoriti dal tipico microclima costiero dello Stretto. La zona, trovandosi sulla rotta di migrazione a nord del falco pecchiaiolo, era sede di numerosissime postazioni (passi) di cacciatori dediti a questo tipo di caccia durante il mese di maggio, fin quando la caccia di questo rapace fu consentita. L'unica costruzione di rilievo che vi sorgeva, oltre qualche casa rurale e qualche antico palmento, era una fortificazione che controllava lo Stretto, la batteria Gullì (nota anche come forte di Arghillà), situata a quota 136 m s.l.m., cui si accedeva tramite una strada militare che si dipartiva dalla strada Rosalì-Villa S.Giuseppe. Essa fu costruita alla fine del XIX secolo, al tempo della Triplice Alleanza, quando si decise di fortificare ambedue le rive dello Stretto di Messina in funzione di prevenire un eventuale colpo di mano da parte delle forze anglo-francesi in caso di conflitto, essa era dotata di otto postazioni per obici e fu dismessa dopo la seconda guerra mondiale, lasciata in stato di abbandono per oltre quarant'anni, attorno al 2000 fu restaurata ad opera del Comune di Reggio Calabria cui era stata ceduta dal demanio militare e riconvertita in parco ludico-tecnologico-ambientale (Ecolandia).

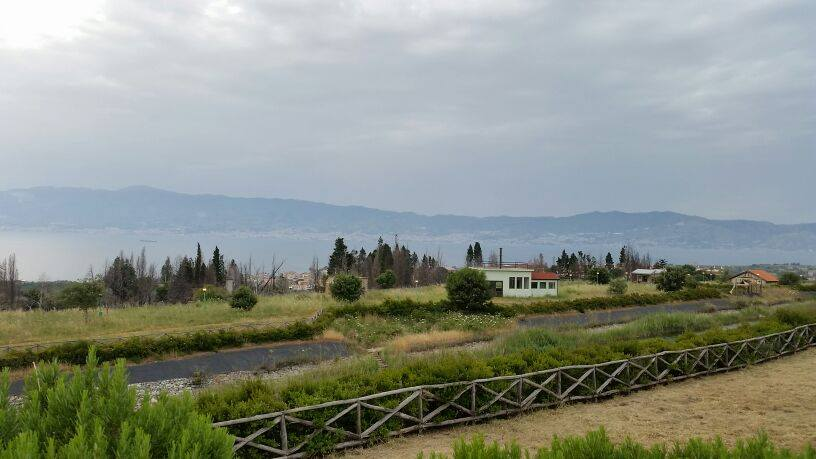
Vista dello Stretto dal Parco Ecolandia

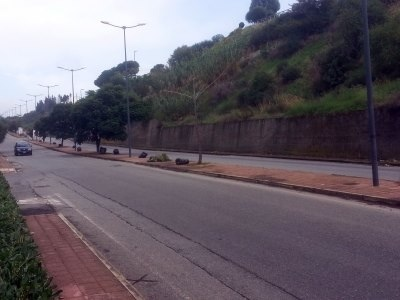
Via di accesso a Catona

Oggi il pianoro di Arghillà è sede di un insediamento urbano di recentissimo sviluppo, popolato da circa 6 000 abitanti, dotato di una buona viabilità. La prima costruzione finita e stabilmente abitata, la Coop. 8 Marzo-Nuova Dimensione, risale al 1987. Attorno al 1990 fu completata l'unica via d'accesso da Catona, sfruttando il fondo dell'antico torrente Vallelunga, ormai quasi in secco. Nello stesso periodo il vescovo mons. Aurelio Sorrentino fondò la Parrocchia di Sant'Aurelio Vescovo. Arghillà era sede del Centro per il Commercio Estero della Regione Calabria. Nel 2007 ad Arghillà è stata inaugurata la Casa di Spiritualità intitolata "Santa Maria Porto di Pace" affidata alle suore dell'Ordine "Figlie della Chiesa". Attualmente il quartiere è in forte espansione edilizia e demografica.

## Luoghi di culto
Come prima menzionato è presente la parrocchia di Sant'Aurelio Vescovo.